# Jimmy Janssens
Jimmy Janssens   (Herentals, 30 de maig de 1989) és un ciclista belga, professional des del 2016. En el seu palmarès destaquen la general de la Volta a la Província de Lieja del 2017 i el Tríptic de les Ardenes del 2018.

## Palmarès
- 2007
  - 1r a la Volta a Valladolid júnior i vencedor d'una etapa
- 2010
  - 1r al Gran Premi Marc Angel
- 2011
  - Vencedor d'una etapa de la Volta a Navarra
- 2012
  - 1r al Gran Premi de la Magne
- 2015
  - Vencedor d'una etapa de la Volta a la Província de Lieja
- 2017
  - 1r de la Volta a la Província de Lieja i vencedor d'una etapa
  - Vencedor d'una etapa al Tour de Savoia Mont Blanc
- 2018
  - 1r al Tríptic de les Ardenes i vencedor d'una etapa
  - Vencedor d'una etapa de la Fletxa del Sud
  - Vencedor d'una etapa de la Kreiz Breizh Elites

### Resultats al Giro d'Itàlia
- 2021. 65è de la classificació general

### Resultats a la Volta a Espanya
- 2022. 107è de la classificació general
- 2023. 112è de la classificació general